# Каспрук Арсен Арсенович
Каспрук Арсен Арсенович (8 березня 1919, Стреків, Деражнянський район, Кам'янець-Подільська область — 10 листопада 1982, Київ) — український радянський письменник і літературознавець. Дослідник класичної української поезії. Член Спілки письменників України з 1962 року. Автор рецензій на творчість українських поетів-дисидентів. Батько Віктора Каспрука.

## Життєпис

### Ранні роки
Арсен Каспрук народився в селі Стреків, нині Хмельницької області. Батьки — Арсен Панфілович і Домнікія Єфремівна Каспруки. Старший із чотирьох братів. Брат Леонід (був студентом історичного факультету Київського педінституту) загинув на війні у 1943 році, брат Борис — працював майстром на заводі, брат Семен — лікарем-хірургом.
У 1938 році закінчив Вовковинецьку середню школу і вступив на філологічний факультет Київського державного університету (відділення української мови і літератури). Три курси якого закінчив в 1941 році. З часу навчання в університеті дружив зі своїм однокурсником Віктором Кузьменком.

### Друга світова війна
Студентські роки Арсена Каспрука припали на Другу світову війну. Разом зі студентами будував оборонні споруди на підступах до Києва. З 1941 року — рядовий РСЧА, закінчив війну гвардії старшим сержантом. Воював у 98-й Особливій стрілецькій бригаді 5-гвардійської механізованої бригади 2-го корпусу — бійцем та командиром мінометної обслуги (Сталінградський, Донський, Південний, 2-й, 3-й і 4-й Українські фронти).
Брав участь в обороні Києва, Сталінграда, у взятті Донецька, Братислави, Праги, Будапешта і Відня.
Навчався за прискореним курсом у Фрунзенському піхотному училищі. Але за два тижні до випуску їхнє училище було перекинуте на Сталінградський фронт.
У 1943 році був поранений під Зимовниками Ростовської області, у боях на річці Міусі — контужений.
Враження воєнних років згодом відтворенні у віршах, що друкувалися в періодичній пресі.[джерело?]
1944 року Арсен Каспрук вступив до Комуністичної партії Радянського Союзу.
Удостоєний урядових нагород.
Після демобілізації з армії в жовтні 1945 року відновив навчання у Київському державному університеті, повний курс якого закінчив в 1947 році. Після закінчення університету в 1947 році, до 1 вересня 1948 року, вчителював в 8-10 класах і працював завідувачем навчальною частиною Вовковинецької середньої школи Деражнянського району Хмельницької області.

### Наукова діяльність
У 1948 році Арсен Каспрук вступає до аспірантури Інституту літератури ім. Т. Г. Шевченка. Його науковим керівником був директор інституту Олександр Білецький.
У лютому 1953 року Арсен Каспрук здобув науковий ступінь кандидата філологічних наук. Тема дисертації «Лірика Лесі Українки».
З 1952 до 1981 року А. Каспрук працював на науковій роботі в Інституті літератури ім. Т. Г. Шевченка. Спочатку на посаді молодшого наукового, а з 1958 року старшого наукового співробітника у Відділі української дожовтневої літератури.
Досліджував історію української літератури до завоювання України більшовиками, зокрема творчість Івана Франка, Лесі Українки, Якова Щоголева, Павла Грабовського, Уляни Кравченко та багатьох інших письменників.
Він брав участь в опрацюванні і виданні їх спадщини, написав про них наукові розвідки і статті. Також Арсен Каспрук працював у галузі франкознавства. Так він упорядкував і написав наукові коментарі до ряду видань творів Івана Франка /двадцятитомне зібрання його творів, «Літературна спадщина», тритомне, двотомне, п'ятдесятитомне видання та ін.
Перша книжка — «Яків Щоголів. Нарис життя і творчості» (Київ, 1958).
В 1965 вийшла монографія Каспрука «Філософські поеми Івана Франка» (Київ)
Найбільший науковий доробок А. А. Каспрука був у дослідженні української класичної поезії, що лягло в основу розвідки розділу «Поезія» [70-90-ті роки XIX ст.,] восьмитомної «Історії української літератури» (Т. 4, кн.. 2, — 1968), де перу автора, крім «Загального огляду», належать аналіз поетичної творчості І. Франка, П. Грабовського, М. Старицького, Я. Щоголева, В. Самійленка, І. Манжури. Та «Історії української літератури» (Т. 1 — 1987) [Поезія 70-90 рр.] аналіз поетичної творчості Я. Щоголева, І. Манжури, П. Куліша, Б. Грінченка, В. Самійленка, О. Пчілки, (в співавторстві з М. П. Бондарем, який після смерті А. А. Каспрука опрацював, доповнив та переробив тексти відповідно до нових вимог перебудовної доби).

## Звинувачення у співпраці з КДБ по справі Василя Стуса
Зі слів Василя Стуса, у його статті «Я обвинувачую» (1975), Арсен Каспрук був внутрішнім рецензентом КДБ: «…Я обвинувачую внутрішніх рецензентів КГБ, які писали оцінки на вилучені твори українських літераторів. З них я можу назвати А. Каспрука (Інститут літератури АН УРСР), який рецензував збірку моїх віршів та літературно-критичні статті…».

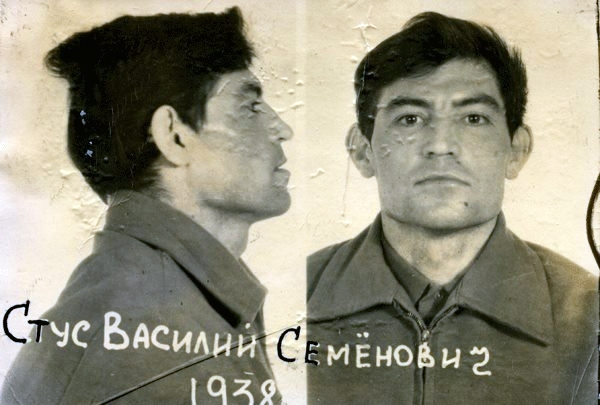
Світлина з особової справи Василя Стуса, 1972 р.

Під час першого процесу над Стусом 1972 р., Арсен Каспрук написав для слідства низку рецензій на твори Стуса. Поетичну збірку «Зимові дерева» він назвав поетикою «декадансу, ідейного занепаду». В рецензії Каспрук писав, що у віршах Стуса «радянське життя постає як добровільний допр, де живуть і діють неохайний вчитель етики, вчорашній христопродавець, п'яниця, альфонс, дочка асенізатора тощо. Бридкішої гидоти, жахливішої зненависті не міг придумати найвинахідливіший упереджений проти нашої дійсності фантазер». Крім того Арсен Каспрук зазначив: «не треба доводити, що книжка Стуса шкідлива всім своїм ідейним спрямуванням, усією своєю суттю. Нормальна неупереджена людина прочитати її може лише з обридженням, із зневагою до „поета“, що так порочить свою землю і свій народ».
Про збірку «Веселий цвинтар» Каспрук писав: «Радянські люди, за Стусом, це бездушні автомати, люди без голови, манекени, що механічно розігрують заданий за схемою безглуздий спектакль». «З художнього боку вірші Стуса це якась маячня, злобливе белькотіння, а з громадського, політичного — це свідомий наклеп, очорнювання і оббріхування нашої дійсності». Подібні відгуки він написав на статті «Феномен доби» («У своєму блюзнірстві Стус доходить до того, що говорить про поетичну смерть Тичини періоду 30-х років і до кінця життя.») та «Зникоме розцвітання» («ідеалістичне тлумачення». Стус «говорить про поезію В. Свідзінського не лише як про „герметизацію власного духу“, але й як про „еліксир проти гангренозної ери сталінського культизму“»).
У своєму коментарі на вирок суду Василь Стус щодо Арсена Каспрука, сказав що «на руках цього доктора філології — моя кров, як і на руках слідчих Логінова, Мезері, Пархоменка, судді, прокурора і адвоката-прокурора, накиненого силоміць». Висловлюючись загалом про діяльність Каспрука й подібних до нього рецензентів, Стус зазначав, що «їхня вина в проведенні масових репресій така сама, як і штатних кагебістів. Вони такі самі душогуби, як слідчі і судді». Рецензії Каспрука Стус називав «відверто поліційними, кровожерними заявами», а самого літературознавця — «своїм катом».

## Поетична творчість
Писав і публікував у періодиці вірші. Деякі з них «Ти прийди» (текст і ноти) «Україна», 1964, № 23, «Світанок» «Ранок», 1965, № 7, були покладені на музику композитором Володимиром Верменичем. А «Лілея» «Ранок», 1969, № 7 — композитором Костянтином Скороходом.
В середині 1970 років Арсен Каспрук підготував до друку збірку віршів «Виднокола». До неї передмову написав відомий український поет і літературознавець Степан Крижанівський. Але спроби А. Каспрука видати її в 1975 і 1976 роках так і не увінчалися успіхом.
Вірші
- Балада про клен
- В таврійському степу
- Медсестра
- Я в партію вступив під Сталінградом (1980)

## Нагороди
Нагороджений орденом Червоної Зірки, медалями «За оборону Сталінграда», «За оборону Києва», «За взяття Будапешта», «За визволення Праги», «За взяття Відня».